# Caroline Bliss
Pour les articles homonymes, voir Bliss.
Caroline Bliss (née le 12 juillet 1961) est une actrice britannique formée à la Bristol Old Vic Theatre School. Elle est surtout connue pour son apparition en tant que secrétaire de M, Miss Moneypenny, dans les films de la franchise James Bond de l'ère Timothy Dalton. Elle a fréquenté l'école Godolphin and Latymer, un an avant Samantha Bond. 

## Miss Moneypenny
À l'âge de 25 ans, Bliss a remplacé de longue date Lois Maxwell dans les films The Living Daylights et License to Kill. Elle est la plus jeune actrice à avoir joué le rôle de Miss Moneypenny alors que les autres actrices - Lois Maxwell, Samantha Bond et Naomie Harris - ont toutes commencé à jouer leur rôle dans la trentaine.

## Vie personnelle
Elle est la petite-fille du compositeur Sir Arthur Bliss, ancien maître de musique de la reine. Elle est mariée à l'auteur et acteur Andy Secombe et le couple vit à Goonbell avec leurs deux enfants

## Filmographie
- 1982 : Charles & Diana: A Royal Love Story : Princesse Diana - Téléfilm
- 1984 : Killer Contract : Celia Routledge - Téléfilm
- 1984 : Pope John Paul II : Rosa Kossack - Téléfilm
- 1985 : My Brother Jonathan : Edie Martyn - Téléfilm
- 1987 : Tuer n'est pas jouer (The Living Daylights) : Miss Moneypenny
- 1987 : The Moneymen : Sarah
- 1989 : Permis de tuer (Licence to Kill) de John Glen : Miss Moneypenny
- 1989 : Braxton : Vanessa Rawlings
- 1990 : The Paradise Club : DI Sarah Turnbull - Téléfilm
- 1994 : Insektors : Rôle indéfini
- 1996 : Ruth Rendell - A Case of Coincidence : Sarah Quin
- 1996 : Blitzlicht

Caroline Bliss a surtout joué dans des épisodes de séries télévisées. Elle est également une comédienne de théâtre et elle a entrainé le Bristol Old Vic Theatre School.

## Théâtre
- Blood Brothers
- Blue Remembered Hills
- Eve
- Fuente Ovejuna
- Good
- Particular Friendships
- Romeo and Juliet
- Rough Justice
- The Invisible Man
- The Night They Raided Minsky's